# 佛羅里達理工大學
28°08′41.2″N 81°51′03.1″W / 28.144778°N 81.850861°W

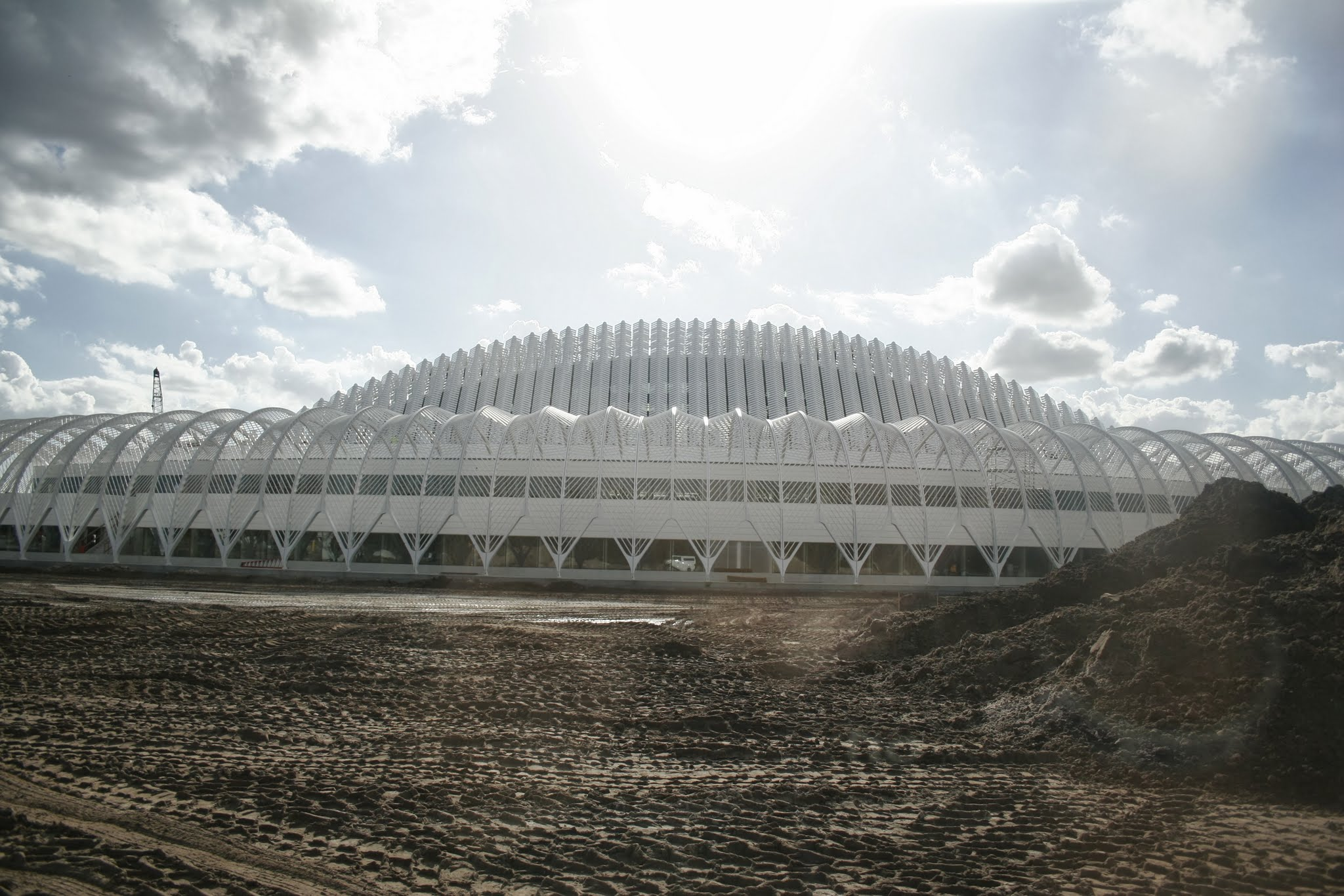
校園一景

佛羅里達理工大學（Florida Polytechnic University，簡稱：Florida Poly）是佛羅里達州立大學系統內、位於美國佛羅里達州湖地的一所州立大學，創立於2012年，前身是南佛羅里達大學理工校區。它是該州的第十二所公立大學及唯一的理工大學。相較理論研究，該大學更側重應用。

## 外部連結
- 官方网站